# Llupia
Llupia är en kommun i departementet Pyrénées-Orientales i regionen Occitanien i södra Frankrike. Kommunen ligger i kantonen Thuir som tillhör arrondissementet Perpignan. År 2022 hade Llupia 2 169 invånare.

## Befolkningsutveckling

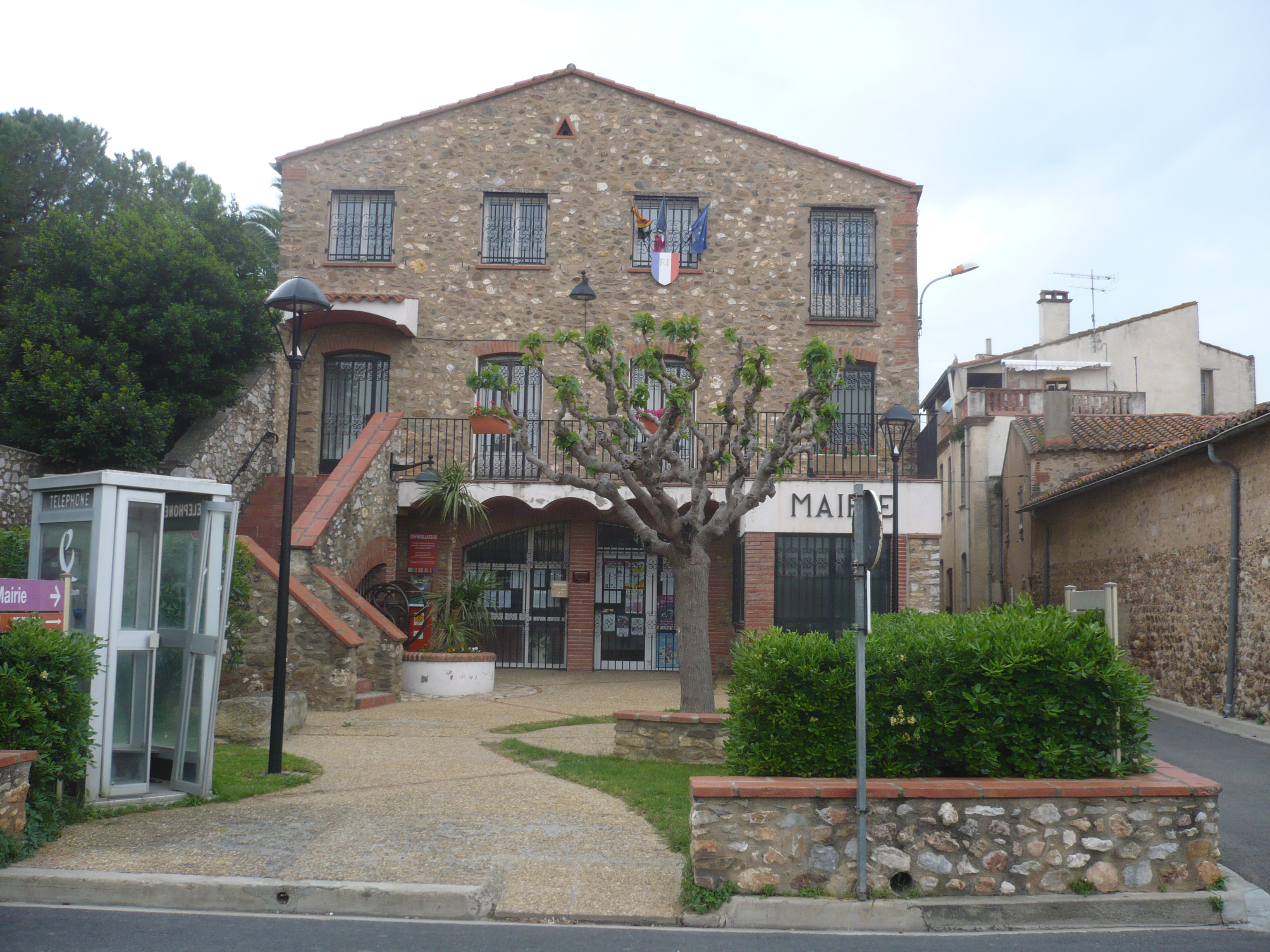

Antalet invånare i kommunen Llupia
| Referens: INSEE |